# 左思
左 思（さ し、生没年不詳、一説に252年 - 307年頃）は、中国西晋の文学者。字は太沖。青州斉国臨淄県の人。門閥の後ろ盾のない寒門の出身であり、官途は不遇だったが、文才に優れ、代表作「三都賦」は「洛陽の紙価を高からしむ（洛陽紙貴）」の故事の由来となった。父に左熹、妻に翟氏、息子に左髦、左聡奇、娘に左芳、左媛。妹の左棻も詩文の才能があり、司馬炎の妃となった。

## 略歴
儒学を家学とするが、若い頃から鍾繇、胡昭の書法や鼓琴に励むも身に付かなかった。ある時、父が友人に「この子の理解力は、私の若い頃に及ばない」と語ったことが切っ掛けで勉学に励むようになり、陰陽の術にも長けるようになった。また、容貌は醜くどもりであったが、文章に巧みであった。
『斉都賦』を一年かけて作った後、魏呉蜀三国の首都を題材にした「三都賦」の執筆を思い立つ。泰始8年（272年）、妹の左棻が西晋の武帝司馬炎の後宮に入ったので、首都の洛陽に家を移した。左思は三都賦のため、著作郎の張載に益州方面のことを取材したり、家の門、庭、厠などに紙を吊るして思いついた詩を書き留めたり、己の知識不足を実感すると秘書郎への転属も求めたりして構想を重ねた。
そうして、10年の歳月をかけてこれを完成させた。完成当初は世人の批判を浴びたが、当時の文壇の大御所である張華にこれを見せると、張華は班固の「両都賦」や張衡の「二京賦」に匹敵する傑作だと激賞し、無名の左思に名士の手を借りることを勧めた。左思が名士の皇甫謐に序文を書いてもらうと、「三都賦」の名声は大いに高まり、以前批判した者たちも手のひらを返して褒め称えたという。人々が争って「三都賦」を筆写したため、洛陽城内の紙の値段が高騰したという逸話は、後に「洛陽の紙価を高からしむ」の故事となった。左思と同時代の文学者である陸機も、同じく「三都賦」の制作を構想していた。陸機は洛陽に上京すると左思の噂を聞いたが、弟の陸雲に手紙で「田舎者の『「三都賦」が出来上がったら、酒瓶の覆いにするのがよかろう」といって、まるで相手にしていなかった。しかし完成した左思の賦を見るや、その出来映えに脱帽し、自身の制作を断念したという。
時期は不明だが司空の張華から祭酒に召され、その後、権臣の賈謐の招きに応じ『漢書』を講じ、また彼を中心とした文学集団「二十四友」の一人に数えられた。300年、八王の乱で賈謐が趙王司馬倫に誅殺されると、官職を辞して隠棲し、典籍に没頭した。また、斉王司馬冏から記室に招かれたが、病といって就かなかった。
303年、河間王司馬顒の将軍張方が洛陽で暴虐の限りを尽くすと、左思は家をあげて冀州に避難し、数年後に病没した。

## 文学作品
『隋書』経籍志によると、文集2巻（梁代には5巻、目録1巻）が存在していたとあるが散逸した。現存する文学作品としては、上述の「三都賦」のほか、寒門出身として当時の貴族社会への批判を込めた「詠史詩」や「招隠詩」、自分の娘の様子を描いたユニークな内容の「嬌女詩」が代表作とされる。鍾嶸の『詩品』では最上位の上品に列せられ、劉楨の力強い詩風を受け継ぎ、諷諭の精神を体得すると評されている。

## 伝記資料
- 『晋書』巻92 列伝第62